# Cataglyphis cursor

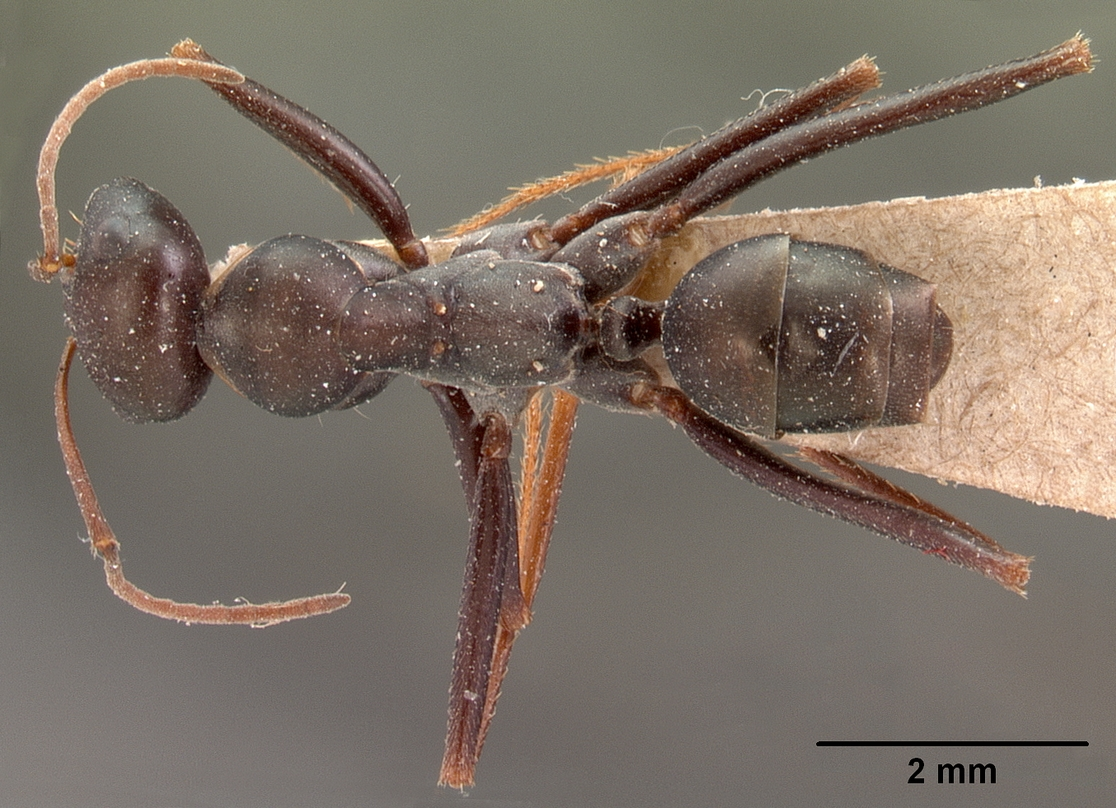

Cataglyphis cursor  (лат.) — вид муравьёв-бегунков рода Cataglyphis (Formicidae) из подсемейства Formicinae.

## Распространение
Южная Европа, страны Средиземноморского бассейна: Португалия, Испания, Франция, Италия, Греция.

## Описание
Мелкие формициновые муравьи-бегунки. Стебелёк между грудкой и брюшком состоит из одного членика петиолюса с небольшой чешуйкой, жало отсутствует, куколки крытые (в коконе). Cataglyphis cursor термофильный вид с высоким уровнем термопреферендума, например, в Южной Франции он равен +38 °C.
Глубина гнезда положительно коррелирует с размером колонии, её численностью и размером рабочих муравьёв.
Фуражировка C. cursor индивидуальная без массовой мобилизации соплеменников. Муравьи уходят на поиски пищи на расстояние до 20 м.
Муравьи C. cursor способны запоминать и идентифицировать определённые формы меток (квадрат, звезда, круг) при выборе путей движения в экспериментальных лабиринтах. Химическую маркировку территории производят только в непосредственной близости от своего гнезда.
В лабораторных условиях у C. cursor экспериментально подтверждена телитокия, когда неоплодотворённые самки откладывали диплоидные яйца, из которых развивались новые самки. Рабочие муравьи в отсутствие маток могут откладывать яйца, из которых выводятся женские особи (рабочие и самки), что приводит к полному восстановлению семьи, потерявшей матку.
Телитокия у муравьёв чрезвычайно редка и известна только у нескольких неродственных видов, например, у Pristomyrmex punctatus, Messor capitatus (Myrmicinae), Cerapachys biroi (Cerapachyinae), Platythyrea punctata (Ponerinae), Strumigenys hexamera, Pyramica membranifera.
У этих муравьёв живут мирмекофильные жуки-кожееды Thorictus foveicollis Reitter, 1880, Thorictus grandicollis Germar, 1842 и Thorictus lederi Reitter, 1881 (Coleoptera: Dermestidae).

## Систематика
Вид был впервые описан в 1846 году французским энтомологом Этьеном де Фонсколомбом (Fonscolombe, 1772-1853) под первоначальным названием Formica cursor Fonscolombe, 1846. В 1861 году включён в состав рода Cataglyphis.
- Cataglyphis cursor aterrimus Pisarski, 1967
- Cataglyphis cursor creticus (Forel, 1910)
- Cataglyphis cursor cursor (Fonscolombe, 1846)
- Cataglyphis cursor rockingeri Forel, 1911